# Sandrine Roux
Sandrine Roux (* 22. Dezember 1966 in Montreuil) ist eine ehemalige französische Fußballspielerin.

## Vereinskarriere

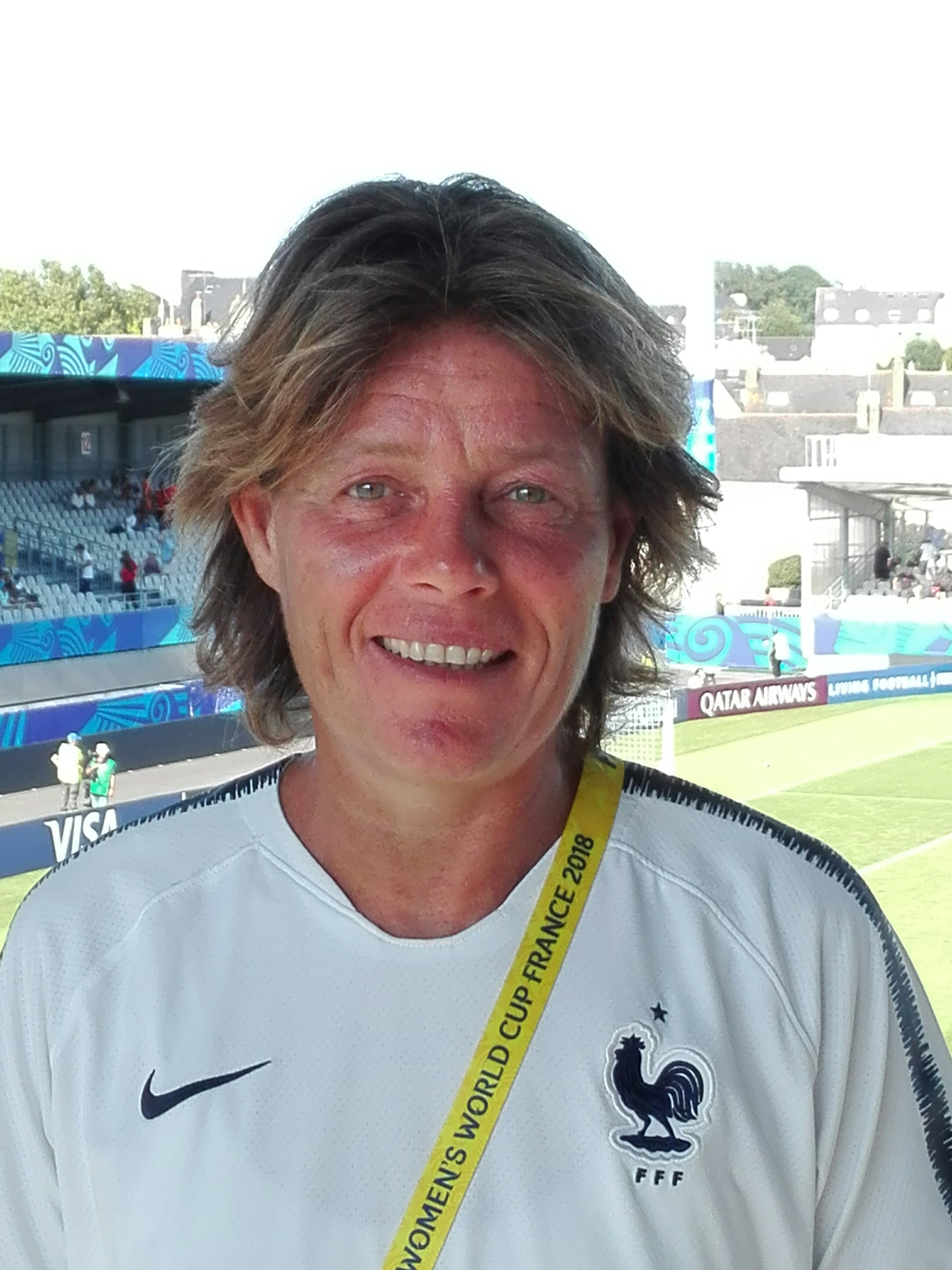
Sandrine Roux (2018)

Die in der östlichen Pariser Banlieue geborene Sandrine Roux musste sich als Mädchen 1974 bei einem kleinen Verein noch unter falschem Namen anmelden und ihre langen Haare unter einer Mütze verbergen. Als 16-Jährige begann ihre Karriere im Erwachsenenbereich bei der VGA Saint-Maur (1983), wo sie schnell zur Stammtorhüterin avancierte und – kurz vor ihrem 17. Geburtstag – auch zur Nationalspielerin wurde (siehe weiter unten). Dem Verein aus Saint-Maur-des-Fossés hielt sie über mehr als anderthalb Jahrzehnte die Treue. Bereits 1983 gewann sie mit ihrer Frauenelf ihren ersten nationalen Meistertitel, dem bis 1990 fünf weitere folgten. In den 1990ern gelang der VGA allerdings kein weiterer vergleichbarer Erfolg, und auch ein Pokalwettbewerb existierte zu dieser Zeit noch nicht. 1999 wechselte Roux zum FC Lyon, der zwölf Monate zuvor französischer Meister geworden war, und spielte dort noch zwei weitere Saisons.
Sandrine Roux blieb auch anschließend dem Frauenfußball eng verbunden. Ab 2007 war sie Torwarttrainerin der französischen U-19-Nationalauswahl; und seit der Fernsehsender Direct 8 Spiele des Frauennationalteams live überträgt, ist sie dort regelmäßig als fachkundige Kommentatorin zu vernehmen. Ende August 2013 holte Philippe Bergeroo, der neue Trainer der Frauen-A-Nationalelf, sie als Torwarttrainerin in seinen Stab. 2018 hatte sie dieselbe Funktion unter Trainer Gilles Eyquem bei der U-20-Weltmeisterschaft in der Bretagne inne.

## In der Nationalelf
Bereits im Dezember 1983 berief Nationaltrainer Francis Coché die Torfrau anlässlich eines 2:0-Sieges über Spanien erstmals in die französische A-Nationalelf. Allerdings dauerte es dann gut vier Jahre, ehe sie sich unter Cochés Nachfolger Aimé Mignot in diesem Kreis gegen Sylvie Josset durchsetzen und dauerhaft als Nummer eins etablieren konnte. Ab 1992 war sie zudem regelmäßig Spielführerin der Bleues. Auch bei der Europameisterschaft 1997, dem einzigen Kontinentalturnier, an dem sie teilnahm, vertraute ihr Élisabeth Loisel, kurz zuvor als erste Frau auf den französischen Trainerstuhl berufen und in Verein wie Nationalauswahl über viele Jahre Roux’ Mannschaftskameradin, die Kapitänsbinde an. Bei dieser EM-Endrunde schieden die Französinnen nur aufgrund der um einen Treffer schlechteren Tordifferenz in der Vorrunde aus.
Während der langen internationalen Karriere hatte Sandrine Roux sich einige Male auch mit Frauschaften aus dem deutschsprachigen Raum auseinanderzusetzen, und zwar vier Mal mit Deutschland (1987, 1991, 1992 und 1993) und einmal (1997) mit der Schweiz. Ihr 71. und letztes Spiel im Nationaldress bestritt sie, gut zwei Jahre nach ihrem vorletzten Auftritt, im August 2000 gegen England; es war quasi ihr „Abschiedsspiel“, in dem Loisel sie in der ersten Halbzeit an Stelle der späteren Stammtorfrau Frankreichs, Céline Marty, einsetzte. Ein Jahr später nahm die Trainerin sie sogar noch in das Europameisterschaftsaufgebot auf und zur Endrunde nach Deutschland mit; eingesetzt hat sie dort allerdings ihre Kontrahentin Corinne Lagache. Mit ihren 71 Länderspielen war Sandrine Roux auch lange Zeit die französische Rekordtorhüterin, ehe Sarah Bouhaddi sie 2013 ein- und anschließend überholte.

## Palmarès
- Französische Meisterin: 1983, 1985, 1986, 1987, 1988, 1990
- Rekordnationaltorfrau Frankreichs bis 2013